# شهرستان بشری
شهرستان بشری (به عربی: قضاء بشری) یک سکونتگاه مسکونی در لبنان است که در استان شمالی لبنان واقع شده‌است.

## خصوصیات
شهرستان بشری ۱۵۸ کیلومترمربع مساحت و ۹۷٬۰۰۰ نفر جمعیت دارد.